# Коннолли, Уильям
Уильям Коннолли (англ. William Michael Connolley; род. 1964) — британский программист, писатель и блогер по климатологии. 
Привлёк внимание национальной прессы за участие в течение нескольких лет в редактировании статей Википедии, касающихся изменения климата.

## Биография
Родился 12 апреля 1964 года.
Имеет степень бакалавра в области математики и доктора философии колледжа St Edmund Hall Оксфордского университета за свои работы по численному анализу. Работает инженером-программистом в бесфабричной компании Cambridge Silicon Radio.
До мая 2007 года работал консультантом общины в деревне Котон графства Кембриджшир (недалеко от Кембриджа). Был кандидатом Партии зелёных в совет района Саут-Кембриджшир и совет округа Кембриджшир.
До декабря 2007 года Коннолли был старшим научным сотрудником в отделе физических наук проекта Antarctic Climate and the Earth System в British Antarctic Survey. Его исследования были посвящены исследованию и моделированию морского льда, включая HadCM3 в модели общей циркуляции. Он работал над проверкой спутниковых данных на основе локации в районе моря Уэдделла, выяснив, что Bootstrap-данные гораздо точнее, чем данные, полученные от НАСА.

## Творчество
Уильям Коннолли является автором и соавтором статей и обзоров в области климатологических исследований с акцентом на климат Антарктики и изучение морского льда. Он был членом блога RealClimate до 2007 года. Газета Christian Science Monitor отмечала в 2007 году, что на своём личном сайте и на сайте RealClimate.org он был автором ряда статей, которые пытаются прояснить место глобального охлаждения в истории науки.
В 2003 году Коннолли начал редактирование статей в Английской Википедии, будучи в ней администратором с 2006 по 2009 год. Стал одним из самых цитируемых в СМИ её авторов, особенно в области изменения климата. Цитировался одним из самых авторитетных журналов — Nature. В 2007 году лондонская газета The Sunday Times опубликовала интервью Эндрю Кина, где автор обсудил с Коннолли  его деятельность в Википедии, в котором он назвал Уильяма экспертом по глобальному потеплению.
Дополнительное внимание к Уильяму Коннолли было привлечено благодаря внутренним спорам в Википедии, в которых он участвовал. Об этом писал журнал Journal of Science Communication, сообщив о том, что Коннолли использовал привилегии администратора Википедии в личных целях.